# Čížkov (Vysočina)
Čížkov é uma comuna checa localizada na região de Vysočina, distrito de Pelhřimov.